# エルサレムの地位
エルサレムの地位（エルサレムのちい）は、西アジアの都市エルサレムの帰属および法的地位に関する問題である。

## 概要
エルサレムは、イスラエルとパレスチナ国の双方が「自国の首都である」と主張しており、国際法上・外交上の重大な論争の的となっている。この論争は「パレスチナ問題における最も難解な問題の一つ」と言われており、エルサレムの都市やその一部に対する主権、聖地へのアクセスに関する主張が対立している。主な争点は、東エルサレム、特にエルサレム旧市街の法的地位であるが、国際的に認められた国境線の西側（西エルサレム）にイスラエルの国民が居住することについては広く合意されている。
大多数の国連加盟国は、エルサレムの最終的な地位は交渉によって解決されるべきであるという見解を持っており、そのため最終的な地位の合意がなされるまではテルアビブに大使館を置くことを支持してきた。しかし、2010年代後半になって、ロシア、アメリカ合衆国、オーストラリアなどが新たな政策を打ち出したことで、エルサレムの最終的な地位に関する見解を表明しないという国際的なコンセンサスにも綻びが見られるようになった。
また、エルサレムをイスラエルとパレスチナの将来の首都とするという提案も、国連や欧州連合が支持するなど、国際的に支持されている。

## 背景

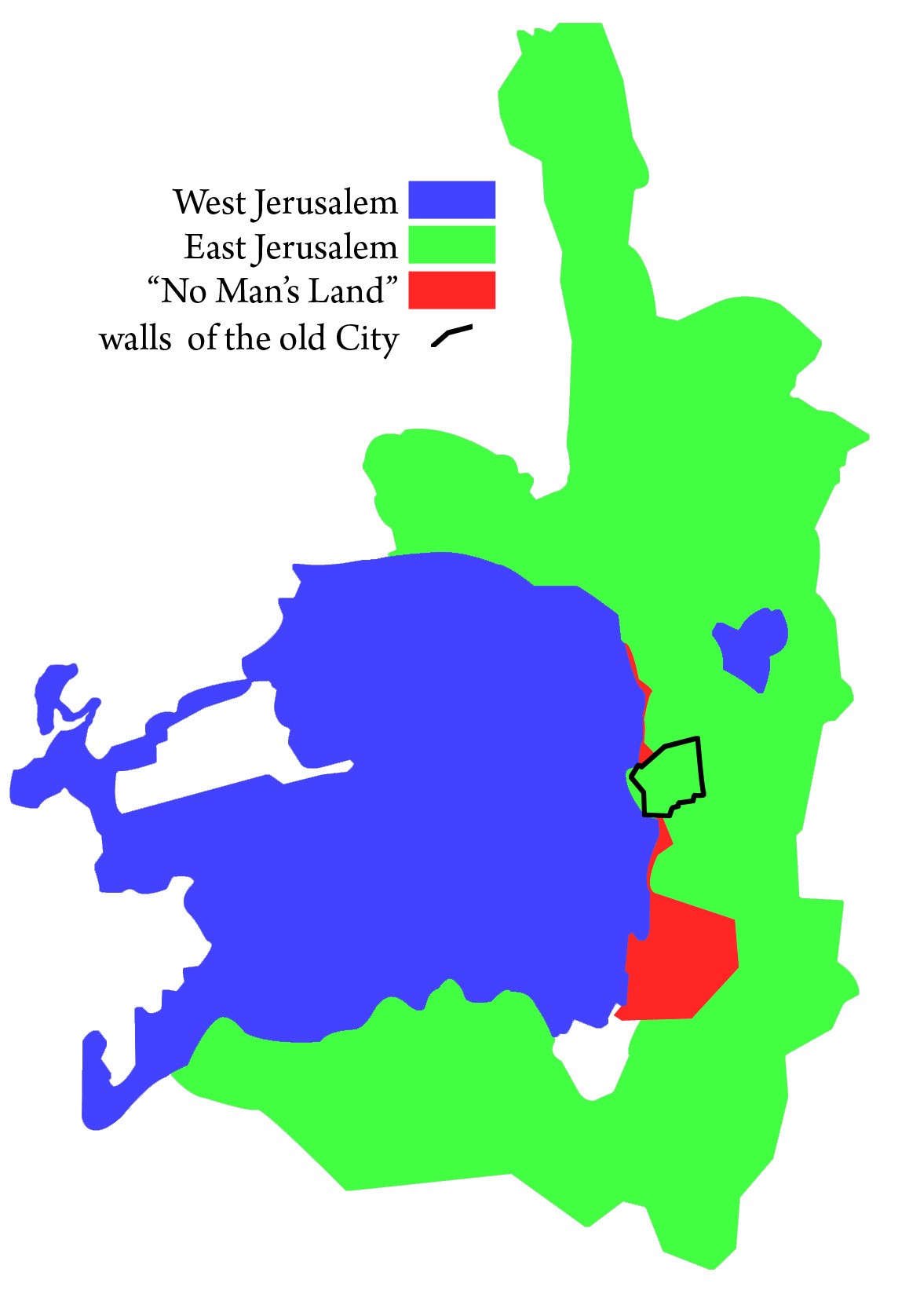
エルサレムの市域

1517年から第一次世界大戦まで、エルサレムはオスマン帝国の一部だった。エルサレムはダマスカス・エヤレト（州）に属していたが、1800年代半ばに行われた大規模な行政改革（タンジマート）の結果、1872年にサンジャック（地区）として独立した。1860年代からはユダヤ人が最大の宗教グループを形成し、1887年頃からは旧市街の城壁外への拡張が始まったため、ユダヤ人が多数派となった。
歴史的に、バチカンはこの地域のキリスト教の教会や聖地を守ることに特別な関心を持っており、特にカトリック国家であるイタリアやフランスと協力してその目的を進めるために行動していた。19世紀になると、ヨーロッパの列強は、キリスト教の教会や聖地の保護を口実として、この街で影響力を競い合うようになった。現在、エルサレムのキリスト教の教会が所有している土地の多くは、この時期に購入されたものである。これらの国のうち、特にフランスはオスマン帝国とカピチュレーションを結び、エルサレムに領事館を設置した。1847年には十字軍以来のラテン・エルサレム総大司教が誕生した。
第一次世界大戦中の1917年のエルサレムの戦いでエルサレムを占領したイギリスは、当初は軍政として、後に1920年に国際連盟からイギリスに委任された委任統治領の一部としてエルサレムを支配した。第一次世界大戦の連合国の主要国は、世界の三大一神教においてエルサレムに固有の精神的・宗教的利益があることを「文明の聖なる信頼」と認め、それに関連する既存の権利と請求権を国際的な保証の下で永続的に保護することを規定した。
しかし、パレスチナのアラブ人社会とユダヤ人社会は死闘を繰り広げており、イギリスは紛争解決のために国連の支援を求めた。1947年11月の「パレスチナ分割案」（決議181号）に至る解決案の交渉の中で、バチカン、イタリア、フランスの歴史的主張が復活した。それは、かつての聖座保護領とフランスのエルサレム保護領に基づくものだった。この提案は、キリスト教の聖地を保護するためのものであり、エルサレムのための特別な国際体制を求めるものだった。この地位は、1948年の国連総会決議194でも確認され、エルサレムを国連の監視下にある国際都市とするという地位が維持された。エルサレムの地位に関するバチカンの公式見解では、聖地をイスラエルやアラブの主権から遠ざけるために、エルサレムの国際化を支持していた。
国連の分割案では、パレスチナをアラブ人国家とユダヤ人国家に分割し、エルサレム（範囲はベツレヘムまで拡大。国連のエルサレムの地図を参照）を国連が管理する特別な法的・政治的地位を持つコーパス・セパラタム（分離体）として設立することが求められた。このような解決策の先例として、自由都市ダンツィヒがあり、同時期にトリエステが国連によって統治されていた。ユダヤ人代表は分割案を受け入れたが、パレスチナ・アラブ人とアラブ諸国の代表は分割案を違法とし、拒否した。
1948年5月14日、パレスチナのユダヤ人社会は、分割案でユダヤ人国家のために確保された領土内にイスラエルを建国する宣言を発表した。イスラエルは翌年、国連に加盟し、その後ほとんどの国から承認された。ただし、イスラエルを承認している国でも、エルサレムの国際的地位を求める国連決議を理由に、エルサレムに対するイスラエルの主権を必ずしも認めていない。なお、エルサレムにはアメリカ合衆国とグアテマラが大使館を置いている。
イスラエルの建国宣言とその後の周辺アラブ諸国による侵攻により、エルサレムに関する国連提案は実現しなかった。1949年の休戦協定により、エルサレムの東部はヨルダンが、西部（東部地区の中の飛地のスコーパス山を含む）はイスラエルが支配することになった。それぞれの国は、相手がそれぞれの地域を「事実上」支配していることを認めていた。しかし、休戦協定は、エルサレムの国際化に関する分割決議の条項が引き続き有効であるかどうかについては、法的効力を持たないと国際的に考えられていた。1950年、ヨルダンはヨルダン川西岸地区の併合の一環として東エルサレムを併合した。イギリスとイラクはヨルダンによる東エルサレムの統治を承認したが、他の国はヨルダンとイスラエルによるそれぞれの支配地域の統治を承認しなかった。なお、パキスタンは併合を承認したと誤認されることがある。
1967年の第三次中東戦争の後、イスラエルは東エルサレムにイスラエルの法律を適用することを宣言し、東側の境界線を拡大してその面積を約2倍にした。この行為は、それを認めていない他国からは非合法とみなされた。また、国連の安全保障理事会や総会でも「これは併合であり、パレスチナ人の権利を侵害している」と非難された。1980年、イスラエルはエルサレム基本法を制定し、「完全かつ統一されたエルサレムはイスラエルの不可分かつ永遠の首都である」と宣言した。安全保障理事会は決議478でこの法律を無効とし、国連加盟国にエルサレムからの在外公館の撤退を求めた。また、国連総会でも同趣旨の決議が採択された。

## 前提: 1947年の国連決議
1947年11月29日、国連総会は「パレスチナ分割計画」の一環として、エルサレムを国連の下で独立した国際機関（コーパス・セパラタム）として設立することを含む決議を行った。

## イスラエル

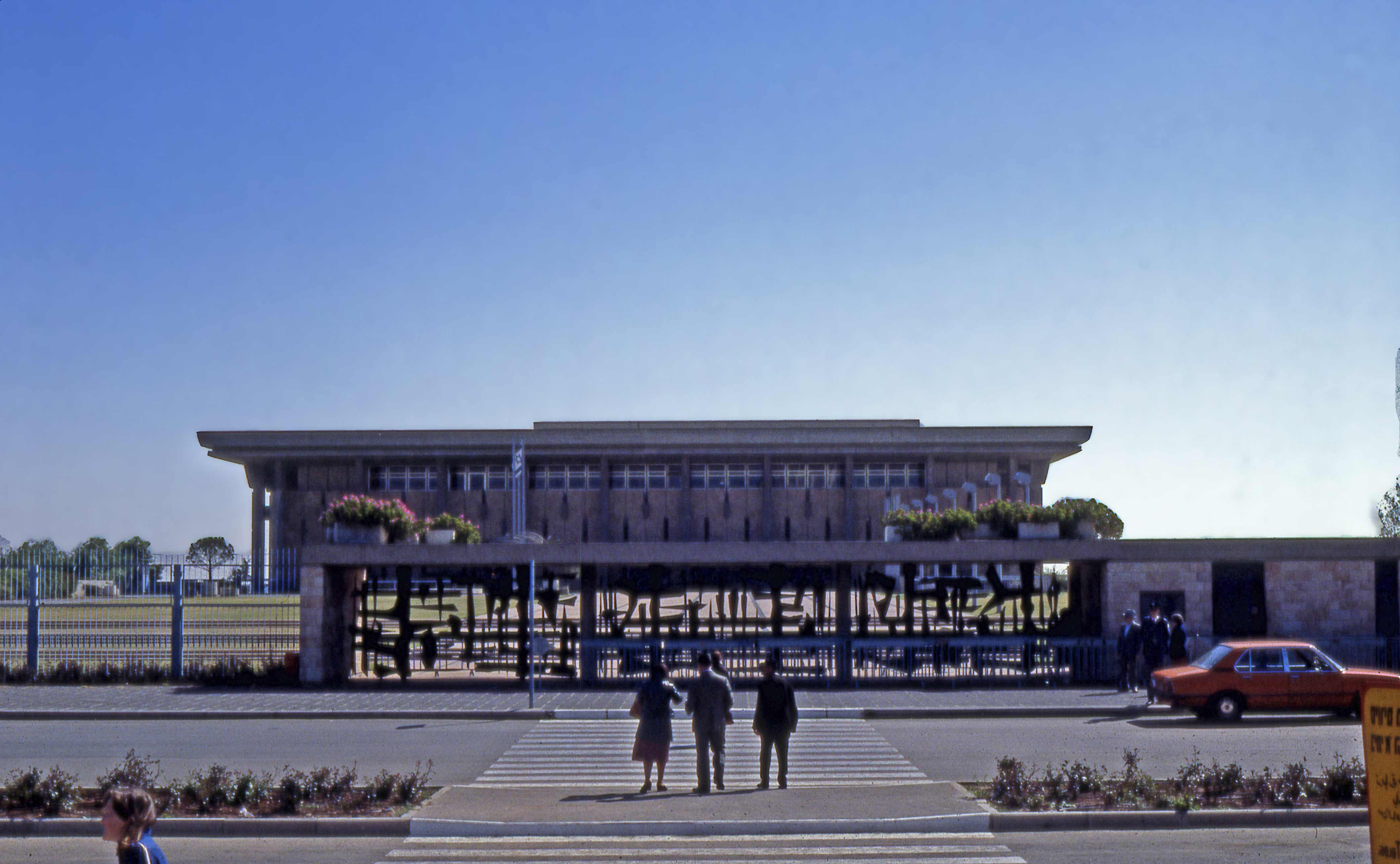
イスラエルの国会議事堂

### 1948年: 第一次中東戦争
1948年の第一次中東戦争の後、イスラエルが西エルサレムを、ヨルダンが東エルサレム（ほとんどの聖地がある城壁で囲まれた旧市街を含む）を支配した。第一次中東戦争以前は国連の分割案（コーパス・セパラタム）を受け入れていたイスラエルだが、1949年のローザンヌ会議では国連のコーパス・セパラタムを拒否し、エルサレムをユダヤ人地区とアラブ人地区に分割し、聖地や遺跡のみを国際的に管理・保護することを希望した。また、1949年、国連総会がコーパス・セパラタムの実施について議論を始めたときに、イスラエルはエルサレムをイスラエルの「永遠の首都」と宣言した。

### 1967年: 第三次中東戦争
1967年の第三次中東戦争でイスラエルが東エルサレムを征服した後、イスラエルはこの都市に対してより強い権利を持っていると主張した。
1967年に東エルサレムを征服した直後、イスラエルは東エルサレムの市の境界を行政的に拡張することで、東エルサレムと西エルサレムを合併した。

### 1980年: エルサレム法
1980年7月、クネセト（イスラエル国会）は国の基本法の一部としてエルサレム法を可決し、統一エルサレムをイスラエルの不可分・永遠の首都とすることを宣言した。

### オスロ合意以降の法的見解

#### 「コーパス・セパラタム」の問題について
1999年にイスラエル外務省は、「エルサレムの『コーパス・セパラタム』（分離した実態）を支持する立場は、国際法上、何の根拠もない」という声明を発表した。同省の見解では、1948年にアラブ諸国が国連のパレスチナ分割計画を拒否し、新たに建国されたイスラエルに侵攻したことで、コーパス・セパラタムの概念は無意味になったとしている。従って、同省は「エルサレムに『コーパス・セパラタム』の概念を適用した合意、条約、国際理解は一度もない」としている。

#### 主権について
2003年、イスラエルは、ヨルダンにはヨルダン川以西の土地には何の権利もなく、ヨルダンは侵略行為によってヨルダン川西岸と東エルサレムを奪ったのであり、主権を獲得したことはないと主張した。

### オスロ合意以降の政権の見解
エルサレムの最終的な地位に関する見解は、政権によって異なる。

#### イツハク・ラビン（1992-1995年の首相）
オスロ合意では、エルサレムの最終的な地位について交渉することが宣言されたが、イスラエルのイツハク・ラビン首相は「エルサレムを分割することはない」と宣言した。1995年、彼は学校の子供たちに「もし彼らが、平和のためにはイスラエルの主権下にある統一されたエルサレムを諦めることが必要だと言うなら、私は『平和なしでやろう』と答えるだろう」と語った。

#### ベンヤミン・ネタニヤフ（1996-1999年の首相）
ラビンの後任のベンヤミン・ネタニヤフは、「エルサレムの件については一切議論しない」と述べ、ラビンの見解を維持した。

#### エフード・バラック（1999-2001年の首相）
ネタニヤフの後任のエフード・バラックは、選挙公約に反して、イスラエル首相としては初めてエルサレムの分割の可能性を認めた。

#### アリエル・シャロン（2001-2006年の首相）
アリエル・シャロンは、第二次インティファーダ時の首相として、「分割されないエルサレム」を明確に支持していた。脳卒中で倒れる1週間前に行われたインタビューでは、「我々の立場は、エルサレムは交渉の余地がないということです。我々はエルサレムについて交渉するつもりはありません。エルサレムは永遠にイスラエルの統一された分割されない首都なのです」と述べた。

#### エフード・オルメルト（2006-2009年の首相）
元エルサレム市長のエフード・オルメルト首相は、エルサレムを「分割されていないユダヤ人の永遠の首都」として維持することを宣言したが、その後、いくつかのアラブ人居住区をイスラエルの主権から切り離し、神殿の丘を運営する国際信託の導入を支持した。

#### ベンヤミン・ネタニヤフ（2009-2021年の首相）
ネタニヤフがオルメルトの後を継いだとき、彼は「エルサレム全域は常にイスラエルの主権下に置かれる」と宣言し、イスラエルだけが「宗教の自由と3つの宗教の聖地へのアクセスの自由を確保する」と述べた。
この発言は、イスラエルの世論が密接に反映されたものである。右派のエルサレム・センター・フォー・パブリック・アフェアーズによる2012年の世論調査によると、回答したユダヤ人有権者の78%が、旧市街と東エルサレムに対するイスラエルの支配権を放棄しようとする政治家への投票を再考すると答えている。
2015年5月17日、ネタニヤフ首相は、エルサレムがイスラエルと将来のパレスチナ国家の両方の首都となることについて、「エルサレムは永遠にユダヤ人だけの首都であり、他の国家の首都ではない」と繰り返した。
2018年1月2日、イスラエルは、エルサレムの任意の区画を外国政府に譲渡するためには、クネセトの3分の2以上の支持を必要とする新たな法案を法制化した。
2018年1月25日、ネタニヤフは以前の政府見解を繰り返したが、一部見解を変更したようで、「いかなる平和協定の下でも、イスラエルの首都はエルサレムにあり続けるだろう」と、他の政府との共同首都とする可能性を否定しないと取れる発言をしたと報じられた。

## パレスチナ
イギリス委任統治時代、パレスチナ・アラブ人を代表するのは、1936年のアラブ反乱の初期に結成されたアラブ高等委員会であったが、1937年に非合法化され、指導者たちは国外追放された。アラブ高等委員会は1945年にパレスチナ・アラブ人が中心となって再結成され、1948年まで様々な形で活動を続けたが、ヨルダンの脅威とみなされ、その軍隊は解散させられた。アラブ人が支配するエルサレム（当時としては現状維持）を明確に支持していた。
1964年にパレスチナ解放機構(PLO)が設立されるまでは、国際的に認められたパレスチナ・アラブの代表はほぼ存在しなかった。通常はアラブ連盟がその役割を担い、ガザに拠点を置く短命に終わった全パレスチナ政府はほとんど影響力を持たず、ヨルダンがヨルダン川西岸と東エルサレムを支配していた。
パレスチナ人は、1993年にオスロ合意と相互承認が交わされるまでは、旧イギリス委任統治領のいかなる部分の分割も常に拒否していた。しかし、1949年のローザンヌ会議では、それまで国連の国際化計画を拒否していたアラブの代表団のほとんどが、国連決議181と194で提案された国連の監視下にある恒久的な国際体制（コーパス・セパレタム）を受け入れた。アラブ人は、イスラエルが国家機関であるクネセト、大統領府、立法府、司法府、行政府を西エルサレムに移転することに猛烈に反対した。
パレスチナの指導者はグリーンライン（1949年の停戦ライン）をパレスチナ領土の境界線と主張しており、東エルサレムもその一部として含まれている。ファタハのみがイスラエルを承認しており（ハマスは未承認）、1949年にはコーパス・セパレタムを支持していたが、エルサレムの主権を譲ったことはなかった。1988年、ヨルダンはエルサレムを含むヨルダン川西岸地区の、イスラム教の聖地である神殿の丘以外の全ての権利を譲歩し、PLOをパレスチナ人の法的代表と認めた。
パレスチナ自治政府(PNA)は、安保理決議242に基づき、東エルサレムをパレスチナの被占領地とみなしている。PNAは、神殿の丘を含む東エルサレム全域をパレスチナ国の首都と主張し、西エルサレムも最終地位交渉の対象であると主張しているが、エルサレムを開かれた都市とするなどの代替案を検討する意思を持っている。1988年に発表されたPLOのパレスチナの独立宣言では、エルサレムはパレスチナ国家の首都と呼ばれている。2000年にはPNAがエルサレムを首都とする法律を制定し、2002年にはヤーセル・アラファート議長がこの法律を承認した。PNAの公式見解は、エルサレムは物理的に分割されていない開かれた都市であるべきで、パレスチナは礼拝の自由、アクセス、宗教的に重要な場所の保護を保証するというものである。現在、神殿の丘の現状は、観光客が神殿の丘を訪れることはできても、祈ることはできないというものであるが、これは徐々に変化している。

### ICJへの提訴: パレスチナ対アメリカ合衆国
2018年9月、パレスチナ国は、国際司法裁判所(ICJ)において、アメリカ合衆国が大使館をエルサレムに移転したことに対して提訴し、パレスチナ対アメリカ合衆国事件の訴訟が開始された。この訴訟でパレスチナ国は、アメリカが大使館をテルアビブからエルサレムに移転したことが、「派遣国の外交使節団は受領国の領土に設置されなければならない」と規定する外交関係に関するウィーン条約に違反していると主張した。パレスチナ側は、1947年の国連総会決議181（パレスチナ分割決議）により、エルサレムは国際的な統治下に置かれることになったため、国際法上、エルサレムをイスラエル国家の領土とみなすことはできず、エルサレムがいかなる国家の主権下にあるとも考えられないと主張している。

## 国連
国連は、東エルサレムをイスラエルが占領している土地またはパレスチナの土地の一部と見なしている。国連は、エルサレムが最終的にイスラエルとパレスチナの2つの国家の首都になることを想定している。これは、エルサレムの国際管理を推進する他の総会決議に反するものである。
1947年のパレスチナ分割決議（総会決議181(II)）では、エルサレムの完全な国際化を定めていた。
エルサレム市は、特別な国際体制の下でコーパス・セパラタムとして設立され、国際連合によって管理されるものとする。
パレスチナのユダヤ人指導者はこの決議を受け入れたが、アラブ人は拒否した。この立場は、1948年の第一次中東戦争の後、同年の決議194と1949年の決議303(IV)で再び表明された。1979年にパレスチナ人民の不可侵の権利行使に関する委員会の指導の下で作成された報告書によると、国連はエルサレムの法的地位はコーパス・セパラタムであるという原則を維持している。
国連総会は、イスラエルがエルサレムを自国の首都と宣言していることを認めておらず、それは2009年の総会決議63/30の文言などに反映されている。同決議では、「占領国であるイスラエルが聖地エルサレムに自国の法律、管轄権、行政権を押し付けるために取ったいかなる行動も違法であり、従ってそれは無効であり、いかなる効力も持たず、イスラエルに対し、そのような違法かつ一方的な措置をすべて中止するよう求める」としている。
国連総会は国際問題について法的拘束力のある決議を行うことはできないが、その権限を持つ国連安全保障理事会は、統一されたエルサレムをイスラエルの「永遠かつ不可分の」首都と宣言した1980年のエルサレム基本法の制定が国際法違反であることを確認した安保理決議478をはじめ、この問題に関したイスラエルに対する計6回の安保理決議を行っている。同決議では、国連加盟国にエルサレムからの外交官撤退を勧告した。安保理や国連総会は、東エルサレム（西エルサレムは含まない）はジュネーブ第4条約の対象となるパレスチナ被占領地であるとの立場を一貫して表明している。国際司法裁判所は、2004年の「占領されたパレスチナ地域における壁の建設の法的帰結」に関する諮問意見の中で、東エルサレムを「占領されたパレスチナ地域」と表現している。
多くの国連加盟国は、エルサレムが国際的な地位を持つべきであるという国連の立場に正式に従っている。欧州連合もこの点では国連に追随し、エルサレムの地位をコーパス・セパラタム（国連が管理する国際都市）と宣言している。
それにもかかわらず、国連は東エルサレムをパレスチナの占領地としており、コーパス・セパラタムの法的地位とは矛盾している。中国は東エルサレムをパレスチナの首都と認識しており、アメリカ合衆国は少なくとも西エルサレムをイスラエルの首都と認識している。2009年10月28日、潘基文国連事務総長は「エルサレムはイスラエルとパレスチナの両方の首都でなければならない」と述べた。国連は、総会決議181および総会決議194を撤回しておらず、エルサレムを特別な国際体制の下に置くべきであるとの公式見解を維持している。

## 欧州連合
欧州連合(EU)は、エルサレムの地位を、国連総会決議181（パレスチナ分割決議）に示された東エルサレムと西エルサレムの両方を含むコーパス・セパラタムと見なしている。アラブとイスラエルの間の紛争の平和的解決の達成のために、エルサレムの問題については、平和のためのロードマップで示された二国家間の解決策の中で、公正な解決策を見出すべきであるとEUは考えている。関係者全員の政治的・宗教的関心を考慮し、エルサレムがイスラエルとパレスチナの共有の首都として機能することをEUは想定している。
EUは、安保理決議242で示された原則、特に武力による領土獲得の不可能性に基づいて、エルサレムに関する恒久的地位交渉の結果を先送りするような措置に反対している。エルサレムに関して1967年以前の境界線を変更することは、当事者間の合意がない限り認めていない。また、ロードマップに基づき、東エルサレムのパレスチナ人施設、特にオリエントハウスと商工会議所の再開を求め、イスラエル政府に対し、「特に労働許可、教育・医療サービスへのアクセス、建築許可、家屋の取り壊し、課税、支出に関する、東エルサレムのパレスチナ人に対するあらゆる差別的な扱いをやめる」ことを求めている。
欧州連合は、昨年12月の原則声明でその立場を示した。イスラエルとパレスチナが平和と安全のうちに共存する二国家間の解決策。1967年の線引きに基づく、東エルサレムを含むヨルダン川西岸とガザ地区における存立可能なパレスチナの国家。イスラエルとパレスチナ両国の将来の首都であるエルサレムの地位を解決する方法を見つけなければならない。—欧州連合外務・安全保障政策上級代表 キャサリン・アシュトン

## イスラム協力機構
2017年12月13日、主にイスラム教国57か国で構成されるイスラム協力機構(OIC)は、東エルサレムをパレスチナ国の首都と宣言し、「全ての国がパレスチナ国と東エルサレムをその占領された首都として承認する」ことを呼びかけた。この宣言では、コーパス・セパレタムとしてのエルサレムには言及しておらず、西エルサレムについても言及していない。

## 在外公館の所在地
1980年にイスラエルがエルサレム法を成立させた後、国連安全保障理事会は決議478を採択し、国連加盟国に対しエルサレムからの外交使節団の撤退を求めた。これに応じて、エルサレムに大使館を置いていた13か国（ボリビア、チリ、コロンビア、コスタリカ、ドミニカ共和国、エクアドル、エルサルバドル、グアテマラ、ハイチ、オランダ、パナマ、ウルグアイ、ベネズエラ）がテルアビブなどに移転させた。コスタリカとエルサルバドルは1984年に大使館をエルサレムに戻したが、両国は2006年に再び大使館をテルアビブに戻した。ボリビアは2009年に国交を断絶するまで、エルサレムから西に10キロメートルのメヴァセレト・シオンに大使館を置いていた。それ以来2018年まで、エルサレムに大使館が置かれることはなかった。
1940年代から1950年代にかけて、様々な国がイスラエルを国家として承認したが、西エルサレムに対するイスラエルの主権は認めていなかった。エルサレムには、国際的に特別な存在である領事団がある。それは一般的に「コーパス・セパラタムの領事団」と呼ばれている。エルサレムに領事館を置いている国は、エルサレムは委任統治時代のパレスチナの一部であり、事実上、他の主権の一部にはなっていないとしている。オランダはエルサレムに事務所を置き、主にイスラエル人向けに業務を提供している。ギリシャ、スペイン、イギリスなどは、エルサレムに総領事館を置いている。イスラエルの大統領はエルサレムに居住しているため、新しく在イスラエル大使に任命された者は、テルアビブからエルサレムに移動して大統領に信任状を奉呈し、承認を受ける必要がある。
2018年にアメリカ合衆国とグアテマラが、2021年にホンジュラスが、在イスラエル大使館をエルサレムに移転した。ブラジル、セルビア、チェコ、ドミニカ共和国など、多くの国が大使館をエルサレムに移転する可能性を示している。2020年12月、チェコは2021年に、テルアビブにあるチェコ大使館のエルサレム支部を開設することを発表した。ハンガリーはこれまでにエルサレムに公式外交団を置いていた。コソボは、2021年2月にイスラエルと国交を樹立する際に、エルサレムに大使館を開設することを約束した。
パレスチナ政府は、このようなエルサレムへの大使館の移転や開設は、いずれも国際法に対する明白な違反であり、エルサレムの法的地位に関するEUの統一見解に反すると一貫して非難している。

### ロシア
2017年4月6日、ロシア外務省は、「我々は、東エルサレムを将来のパレスチナ国家の首都とすることを含む、国連が承認したパレスチナ・イスラエル間の和解のための原則へのコミットメントを再確認する。同時に、この文脈において、西エルサレムをイスラエルの首都と見なしていることを表明しなければならない」という声明を発表した。これを、イスラエルの西エルサレムに対する主張をロシアが認めたと解釈する評論家もいれば、パレスチナとの和平交渉の中で西エルサレムをイスラエルのものと認めるロシアの意向であると理解する評論家もいた。2018年6月14日、ロシアは、毎年恒例のロシア・デーのイスラエルにおける記念式典を初めてエルサレムで開催した。それまでは、このイベントはテルアビブで行われていた。ロシアは西エルサレムをイスラエルの首都と公に認めているが、大使館は引き続きテルアビブに置いている。これに先立つ2011年、ドミートリー・メドヴェージェフ大統領は、ロシアは1988年にすでに東エルサレムを首都とするパレスチナ国家を承認しており、その見解は変わっていないと述べた。
ロシアは、東エルサレムにおけるイスラエルの入植地建設に公然と反対している。2010年3月、ロシア外務省は、イスラエルが東エルサレムにユダヤ人入植者のための住宅を建設する計画を非難し、この措置は「容認できない」ものであり、「国際的に認められた和解手続き」に反するものであるという声明を出した。2011年1月、メドヴェージェフ大統領は、ロシアがパレスチナ国を承認していることを再確認し、「パレスチナ人が東エルサレムに首都を置く独立国家を建設するという不可侵の権利を支持し、今後も支持する」と述べた。

### アメリカ合衆国

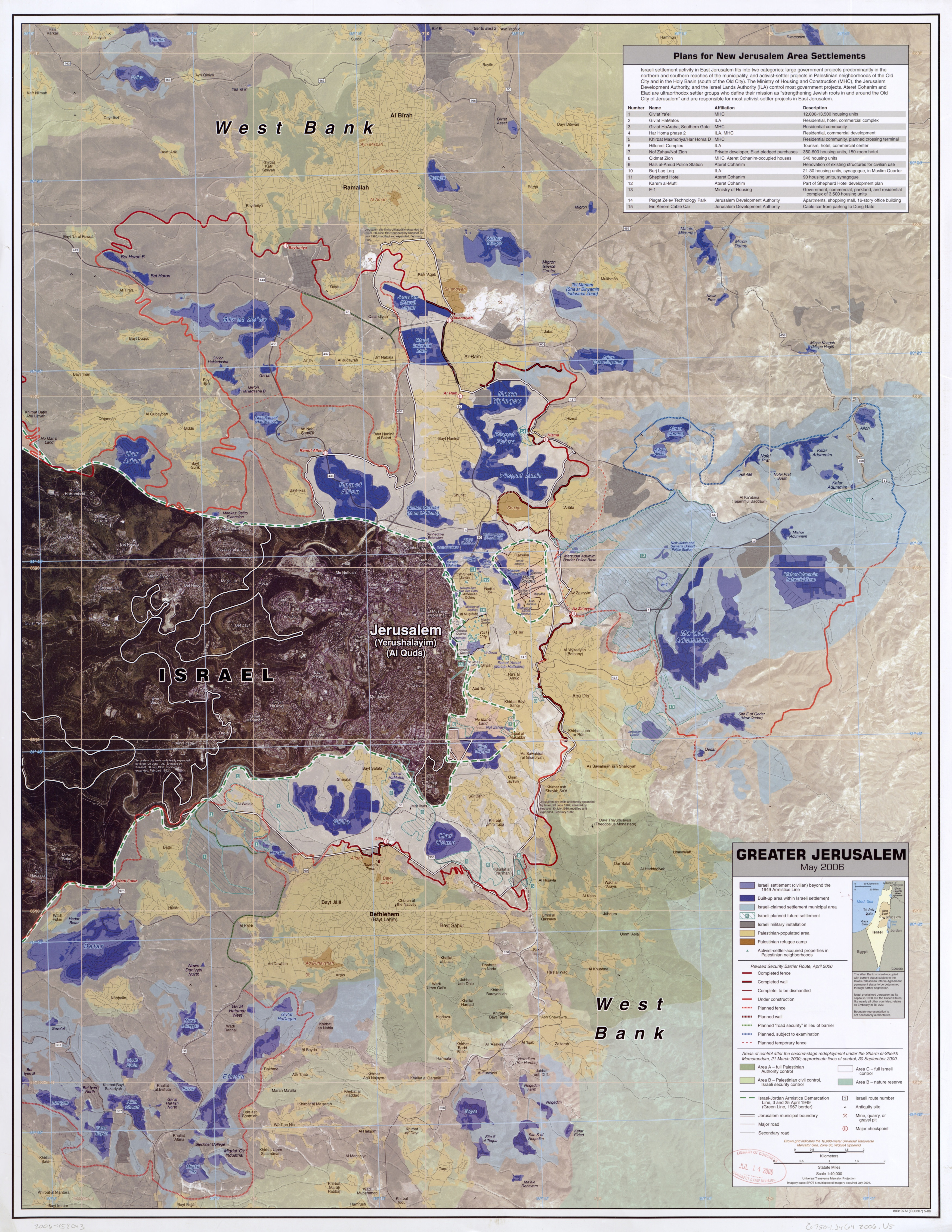
CIAがリモートセンシングにより作成した、エルサレムとその周辺の地図（2006年5月）。難民キャンプ、フェンス、壁、そして当時アメリカが入植地とみなしていた場所が示されている。

イスラエル建国時のアメリカ合衆国の立場は、イスラエルを承認することが、エルサレムの地位に関する特定の見解を示唆するものではないというものであった。アメリカは、エルサレムの国際体制の確立を定めた1947年11月のパレスチナ分割決議、および1948年の第一次中東戦争後の国連総会決議194に賛成した。しかし、エルサレムを国連が管理する特別な国際体制の下にコーパス・セパラタムとして設立することを再確認する1949年の国連総会決議303(IV)には反対した。これは、イスラエルとヨルダンがエルサレムに政治的プレゼンスを確立した後では、この計画が実現不可能になったと考えたからである。アメリカの立場は一貫して、エルサレムの最終的な地位は交渉によって解決されるべきであるというものである。2017年12月8日、レックス・ティラーソン国務長官は、大統領の声明は「エルサレムの最終的な地位を示すものではなかった」とし、「国境を含む最終的な地位は両当事者の交渉と決定に委ねられることを非常に明確にしていた」と明らかにした。
1995年10月に、アメリカ大使館をテルアビブからエルサレムに移転する内容のエルサレム大使館法が合衆国議会で可決・成立したが、歴代大統領は法で規定された条項を根拠に国家安全保障上の懸念を理由に大使館の移転を6ヶ月ごとに延期してきた。2017年12月6日、アメリカはドナルド・トランプ大統領の決定によりエルサレムをイスラエルの首都と認め、2018年5月14日、アメリカ大使館をテルアビブからエルサレムに移転した。アメリカは、1989年にイスラエル政府から99年間貸与されたタルピオット近隣の土地にある在エルサレム領事館を大使館に変更し、2002年に同地に移転した。2020年10月28日より、エルサレムで生まれたアメリカ合衆国市民は、アメリカのパスポートに出生地として"Jerusalem, Israel"と記載することが初めて認められる。

### 中国
中華人民共和国は東エルサレムをパレスチナ国の首都と認めている。中国共産党の習近平総書記は、2016年のアラブ連盟での演説で、「中国は中東和平プロセスを断固として支持し、1967年の国境を基礎として完全な主権を享受し、東エルサレムを首都とするパレスチナ国家の樹立を支持する」と述べた。中国は、アメリカがエルサレムをイスラエルの首都と認めた後も、この立場は変わらないと発表した。

### イギリス
イギリスは、エルサレムに関する立場について、次のように声明している。「エルサレムは、国連が管理する国際都市『コーパス・セパレタム』となるはずだった。しかし、国連総会でのパレスチナ分割決議の直後に、イスラエルが西エルサレムを占領し、ヨルダンが東エルサレム（旧市街を含む）を占領したため、これは設定されなかった。我々は、イスラエルとヨルダンの事実上の支配を認めたが、主権は認めなかった。1967年、イスラエルは東エルサレムを占領したが、我々は引き続きイスラエルによる不法な軍事占領下にあると考えている。在イスラエル大使館はエルサレムではなくテルアビブにある。エルサレム東地区には、どの国にも属さない総領事を擁する総領事館があるが、これはエルサレムに対する主権はどの国にもないという我々の見解の表れである」
イギリスは、エルサレムの法的地位はまだ決定されていないと考えており、関係者間の全体的な合意の中で解決されるべきだと主張しているが、エルサレムが再び分割されるべきではないと考えている。イスラエルとPLOが1993年9月13日に署名した「原則宣言」と1995年9月28日に署名した「暫定協定」では、エルサレムの地位の問題は、両当事者間の「恒久的地位」交渉で決定されることになっている。

### フランス
フランス政府は、「最終的な地位に関して、紛争に終止符を打つような最終的かつ全体的な合意に至るかどうかは、当事者次第である。フランスは、エルサレムが2つの国の首都にならなければならないと考えている」 と述べている。

### その他のG20諸国
- オーストラリア: 2018年12月15日、スコット・モリソン首相は、オーストラリアが西エルサレムをイスラエルの首都として承認したことを発表した。しかし、モリソン首相は、エルサレムの最終的な地位が解決されるまで、オーストラリアは大使館を西エルサレムに移転しないことも発表した[104][105][106]。
- ブラジル: 在イスラエル・ブラジル大使館はテルアビブに置かれている。ジャイール・ボルソナーロ大統領は、選挙前にブラジル大使館をエルサレムに移転する意向を公言したが、後にこの発言を撤回した[107][108]。
- カナダ: 国際関係省は、「エルサレムの地位は、パレスチナ・イスラエル間の紛争の一般的な解決の一部としてのみ解決できるとカナダは考える。カナダはイスラエルによる東エルサレムの一方的な併合を認めていない」とコメントしている[109]。カナダ外務省のウェブサイトに掲載されているイスラエルに関するファクトシートの「首都」欄には、「イスラエルはエルサレムを首都としているが、カナダはエルサレムの最終的な地位はイスラエル人とパレスチナ人の間で交渉される必要があると考えている。現在、カナダはテルアビブに大使館を維持している」と記載されている[110]。2018年8月、カナダの主要野党であるカナダ保守党の政策大会の代議員が、エルサレムをイスラエルの首都として認める動議を可決した[111]。
- ドイツ: ジグマール・ガブリエル外相によると、ドイツは二国家間の解決にコミットしており、エルサレムの最終的な地位はイスラエル人とパレスチナ人の間の交渉によって解決されなければならないと考えている[112]。
- イタリア: 「イタリアは、この点に関する欧州連合の姿勢を支持し、当事者間で合意されていないいかなる国境変更の正当性も認めない。エルサレムの問題は、それが三大一神教に属する聖地の本拠地であるため、非常にデリケートである。この問題を解決するためには、両当事者が、エルサレムの特別な性質を保護し、両国民の期待に応えるために、困難ではあるが可能な合意に達することが必要である」[113]
- 日本: 日本は1980年に国連に提出した声明で、イスラエルがエルサレムを統一首都と宣言したことを「日本は、このような被占領地の法的地位の一方的な変更を認めることはできない。これは関連する国連決議に完全に違反している」と批判した。その後、日本は2001年の国連報告書で、「日本は、エルサレムに関する問題は当事者間の恒久的地位に関する交渉を通じて解決されるべきであり、そのような解決策が達成されるまで、双方はエルサレムの状況に関連するいかなる一方的な行動もとるべきではないと考える」と、その立場を繰り返し表明した[114]。
- サウジアラビア: サウジアラビアはイスラエルを正式には承認していないが、パレスチナ人が東エルサレムを首都とする独自の国家を持つという「責任ある」二国家解決を支持している。サウジアラビア王家は、西エルサレムの地位について公式な立場をとっていない[115]。サウジアラビアは、アメリカがエルサレムをイスラエルの首都と認めたことに対する失望を表明した。サウジアラビア政府は、この行動を「無責任で不当なもの」とし、交渉による二国間解決への支持を再確認した[116]。
- トルコ: 2017年12月17日、レジェップ・タイイップ・エルドアン大統領は、自国が東エルサレムに大使館を開設する日が近いと発言した[117]。その数日前、アメリカがエルサレムをイスラエルの首都と認めたことを受けてイスタンブールで開催されたイスラム諸国の首脳会議で、エルドアンは東エルサレムをパレスチナ国の占領下にある首都として世界に承認するよう呼びかけた[118][119]。

### その他の国
- チリ: チリ政府はエルサレムを、イスラエルとパレスチナの双方が最終的な主権を決定すべき特別な地位を有する都市であると考えている。また、イスラエルによる東エルサレムの占領・支配は違法であるとしている[120]。在イスラエル・チリ大使館はテルアビブに、在パレスチナ代表部はラマッラに置かれている。
- 台湾: 中華民国外交部（外務省）の2017年12月7日の発表によると、台湾はエルサレムをイスラエルの首都と見なしているが、ドナルド・トランプ米大統領がエルサレムをイスラエルの首都として正式に承認したことを受けて、在外代表部を移転する予定はないとしている[121]。外交部のウェブサイトにはエルサレムがイスラエルの首都として掲載されているが、同部はエルサレムがそのような地位にあることは国際社会で広く認識されておらず、依然として大きな議論を呼んでいると指摘している[122]。
- チェコ: 2017年5月、チェコ議会代議院（下院）は、イスラエルが東エルサレムで発掘調査を行っていることを批判したユネスコ決議を拒否した。代議院は、チェコ政府は「エルサレムをイスラエルの首都として尊重する立場を提唱すべき」であると宣言し、ユネスコへの年間資金援助を差し控えるよう政府に求めた[123]。2017年12月6日、アメリカによる承認声明を受けて、チェコ外務省は、エルサレムが「1967年からの区画線の境界において、実際にはイスラエルの首都」であることを認めたが、チェコ政府は他のEU加盟国の立場と同様に、同市をイスラエルとパレスチナ双方の将来の首都と見なしていると述べた。また、同省は、チェコ大使館をテルアビブからエルサレムに移転することを「地域および世界の主要なパートナーとの交渉結果に基づいてのみ検討する」と述べた[124]。2018年5月、チェコはエルサレムの名誉領事館を再開した[125]。2021年3月11日、チェコはエルサレムに大使館の支部を開設した[126]。
- デンマーク: 「イスラエルはエルサレムを首都と宣言している。同市の地位に関する紛争と不明瞭な状況のため、外国の大使館はテルアビブにある」[127]
- フィンランド: 「イスラエルはエルサレムを首都とみなしている。国際社会はこれを認めていない。フィンランド大使館はテルアビブにある」[128]
- グアテマラ: 2017年12月24日、ジミー・モラレス大統領は、グアテマラ大使館をエルサレムに移転することを発表したが、これはエルサレムがアメリカによってイスラエルの首都と認められてから初めての発表だった。2018年5月16日、グアテマラはエルサレムにある大使館を再開し、アメリカに次いで2番目に大使館を移転した国となった[129][130]。2020年1月14日、大統領に就任したアレハンドロ・ジャマテイは、在イスラエル大使館はエルサレムに置いたままにすると述べた[131]。
- ホンジュラス: 2021年6月24日、ホンジュラスはエルサレムに大使館を開設し、フアン・オルランド・エルナンデス大統領とイスラエルのナフタリ・ベネット首相が式典を開催した[132]。
- イラン: 2017年12月27日、アメリカがエルサレムをイスラエルの首都と認める決定をしたことを受けて、イラン議会は、エルサレムをパレスチナ国の首都と認める法案を賛成多数で可決した[133][134]。
- モルドバ: 2018年12月、イスラエルを訪問したイゴル・ドドン大統領は、モルドバ大使館をテルアビブからエルサレムに移転する可能性を検討していると発言した[135]。これは、苦境に立たされた政府に対するアメリカからの支援を得ることを期待してのことと見られる[136]。2019年6月、パヴェル・フィリプ首相は、モルドバ大使館をエルサレムに移転するという決定は、ロシア、アメリカ、EUに認められている自分たちの政権によってなされたが、憲法上の危機のために「レームダック」となり、移転に反対する第二の政府が設置されたと発表した[137][136]。このため、今回の発表はイスラエル政府からは全く無視された[136]。また、フィリプ政権は、エルサレムに新しいアメリカ大使館を建設するために必要な土地をアメリカに売却する決定を採択した[138]。
- ナウル: 2019年8月29日、ナウルはエルサレムの全域をイスラエルの首都として公式に認めた。ナウルはイスラエルに大使館を置いていないが、ロッシュ・ハアインに名誉領事館を置いている[139]。
- ノルウェー: 2010年、ノルウェー外務省は、「ノルウェーは、国際社会全体がそうであるように、東エルサレムにおけるイスラエルの存在が国際法に違反していると考える」と述べた[140]。
- オマーン: オマーンはイスラエルを国家として承認しておらず、主権を有する独立したパレスチナ国家が樹立されるまでイスラエルとの関係正常化を拒否することを表明している。そのため、統一されたエルサレムがパレスチナの首都であると主張し、イスラエルに大使館を置いていない。
- パキスタン: パキスタンは、パレスチナ人のための「適切かつ公正な」独立主権国家、具体的には1967年以前の国境線を持ち、統一されたエルサレムを首都とするパレスチナ国家が設立されるまで、イスラエルを承認することを拒否している[141]。
- パラグアイ: パラグアイは2018年5月に大使館をエルサレムに移転したが、同年8月に大統領に就任したマリオ・アブド・ベニテスの意向により、同年9月6日に大使館をテルアビブに戻すことを発表した[142]。
- フィリピン: 2017年12月6日、アメリカによる承認声明を受けて、ロドリゴ・ドゥテルテ大統領は、フィリピンの大使館をテルアビブからエルサレムに移転することに関心を示し[143]、計画を検討していることをイスラエル外務省に連絡したと報じられた[144]。しかし、フィリピン外務省はその後、エルサレムをイスラエルの首都と認めるトランプ米大統領の発言を支持しないことに言及し、二国家解決への支持を表明した[145]。
- ルーマニア: 2018年4月、ヴィオリカ・ダンチラ首相は、政府がルーマニア大使館をテルアビブからエルサレムに移転するための手続き開始に関する覚書を採択したことを発表した[146]。この決定について知らされていなかったクラウス・ヨハニス大統領は、首相が憲法に違反していると非難する一方で、「二国家解決の実施によるイスラエルとパレスチナの紛争の公正かつ永続的な解決の必要性」を強調した[146]。
- セントビンセント・グレナディーン: 「セントビンセント・グレナディーン諸島は、アメリカ合衆国に対し、エルサレムの地位に関するアメリカ合衆国側の一方的な宣言は、イスラエルとパレスチナの人々の間の紛争に対する公正で平和的かつ永続的な解決の原因を何ら前進させるものではないことを認めるよう強く求める」[147]
- セルビア: 2020年9月4日、アメリカ主導によるコソボ（およびイスラエル）との画期的な合意を受けて、セルビアは統一されたエルサレムをイスラエルの首都と認め、2021年6月までに大使館をテルアビブからエルサレムに移転することを発表した[148]。
- シンガポール: シンガポール外務省は2017年12月7日の声明で、エルサレムの最終的な地位がイスラエルとパレスチナ人の間の直接交渉によって決定される二国家解決を同国が支持することを再確認した[149]。
- スロバキア: 2018年7月4日、国民議会のアンドレイ・ダンコ（英語版）議長は、イスラエル大統領との会談で、「スロバキアは大使館をエルサレムに移転する方向にある」と述べた。移転の時期は示されていないが、スロバキアはまずエルサレムに名誉領事館を開設する予定である[150]。
- スウェーデン: 「スウェーデンは他国と同様、エルサレムをイスラエルの首都と認めておらず、そのため大使館はテルアビブにある」[151]
- バヌアツ: バヌアツ共和国は、2017年6月にエルサレムをイスラエルの首都と認めた。これは、2016年10月に可決され、イスラエル政府がユダヤ人と神殿の丘とのつながりを軽視しているとして批判していた[152]ユネスコ決議を受けたもので、ボールドウィン・ロンズデール大統領が、この承認を発表した。
- ベネズエラ: 2018年、ベネズエラ政府は、アメリカが大使館をエルサレムへ移転させた後、これは法的妥当性を欠き、国際法に違反する「過激な決定」であるとして、エルサレムをパレスチナの永遠の首都と認める姿勢を表明し、パレスチナの大義を支持することを確認した[153][154][155]。

## イスラム教の聖地
ハラム・シャリーフ（神殿の丘）などのエルサレムにあるイスラム聖地の地位もまた未解決である。1924年、委任統治下のパレスチナにおけるイスラム教の最高機関である最高ムスリム評議会は、フサイン・イブン・アリー（メッカのシャリーフ）をアル＝アクサー・モスクの管理者として認めた。
1994年のヨルダンとの平和条約では、イスラエルは「エルサレムのイスラム聖地におけるヨルダン・ハシミテ王国の現在の特別な役割を尊重する」ことを約束した。また、恒久的地位に関する交渉が行われる際には、これらの聖堂におけるヨルダンの歴史的役割を最優先することを約束した。エルサレムのイスラム教聖地を監督するワクフ局はヨルダン政府が管理しており、聖地の独占的な管理権を主張している。2013年には、パレスチナ自治政府も、マフムード・アッバース議長とヨルダン国王アブドゥッラー2世の間で締結された協定により、ヨルダンの役割を認めている。

## バチカンの見解
バチカン（聖座）は、パレスチナ委任統治時代以前から、エルサレムと聖地におけるキリスト教の聖地の保護に関心を持ってきた。バチカンとイタリア、フランスの歴史的な主張と利益は、かつての聖座保護領とフランスのエルサレム保護領に基づいている。これらは1920年のセーヴル条約第95条に盛り込まれているが、この条約には、「パレスチナに存在する非ユダヤ人社会の市民的および宗教的権利を害するようなことは一切行われないことが明確に理解される」と規定するバルフォア宣言も盛り込まれている。バルフォア宣言と但し書きは、1923年のパレスチナ委任統治のイギリスへの委任状にも盛り込まれたが、この委任状の第13条と第14条で、聖地に対する競合する主張を解決するための国際委員会を設置することを定めていた。これらの主張者は、1923年のローザンヌ条約第28条により、公式に全てのカピチュレーションの権利を失っていた。しかし、イギリスは委任状の第13条と第14条を有効にすることはなかった。
1947年のパレスチナ分割決議（国連総会決議181）に至る提案交渉の中で、バチカン、イタリア、フランスの歴史的主張が復活し、エルサレムのための特別な国際体制を求めることが表明された。このことは、1948年の国連総会決議194でも確認され、エルサレムを国連の監督下で国際都市とするという立場を維持している。エルサレムの地位に関するバチカンの公式見解は、聖地をイスラエルやアラブの主権から遠ざけるために、エルサレムの国際化（コーパス・セパラタム）を支持するというものだった。
教皇ピウス12世は、1949年の回勅"Redemptoris nostri cruciatus"でこの考えを支持した。その後、ヨハネ23世、パウロ6世、ヨハネ・パウロ2世、ベネディクト16世の時代にも繰り返し提案された。バチカンは2012年にこの立場を改めて表明し、エルサレムの「アイデンティティーと神聖な性格」を認め、エルサレムの聖地へのアクセスの自由を「国際的に保証された特別な法令」によって保護するよう求めた。2017年12月にアメリカがエルサレムをイスラエルの首都と認めた後、教皇フランシスコは「私は、国連の関連決議に従って、全ての人がこの都市の現状を尊重することを確約するために、心からの訴えをしたいと思います」と、バチカンの立場を繰り返した。

## エルサレムにおけるフランスの主張
エルサレムにおける以下の4つの場所は、フランスが「フランス国家に属する」(Domaine national français)と主張している。これは、イスラエル国家成立以前にフランスが獲得したと主張するもので、1923年に廃止された旧フランス領エルサレム保護領（カピチュレーションとも呼ばれる）に基づくものである。
- 主の祈りの教会
- アブゴーシュのベネディクト会修道院（英語版）
- 王家の墓（英語版）
- 聖アンナ教会（英語版）

フランス大統領は、例えばエルサレムの聖アンナ教会はフランスの保護下にあり、フランス政府が所有し、フランスの領土であると主張している。イスラエル政府は、フランスの主張に関連した公式声明を出していない。